# Cladonia dimorpha
Cladonia dimorpha är en lavart som beskrevs av S. Hammer. Cladonia dimorpha ingår i släktet Cladonia och familjen Cladoniaceae.   Inga underarter finns listade i Catalogue of Life.